# Royal Pines (Carolina del Norte)
Royal Pines es un lugar designado por el censo ubicado en el condado de Buncombe en el estado estadounidense de Carolina del Norte. La localidad en el año 2000, tenía una población de 5.334 habitantes en una superficie de 7.9 km², con una densidad poblacional de 676.8 personas por km².

## Geografía
Royal Pines se encuentra ubicado en las coordenadas 35°28′39″N 82°30′35″O / 35.47750, -82.50972. Según la Oficina del Censo, la localidad tiene un área total de 7,9 km² (3,1 mi²), de la cual 7,9 km² (3,1 mi²) es tierra y 0 km² (0 mi²) (0.0%) es agua.

### Localidades adyacentes
El siguiente diagrama muestra a las localidades en un radio de 12 kilómetros (7,5 mi) de Royal Pines.

## Demografía
En el 2000 la renta per cápita promedia del hogar era de $52.426, y el ingreso promedio para una familia era de $60.885. El ingreso per cápita para la localidad era de $27.886. En 2000 los hombres tenían un ingreso per cápita de $42.679 contra $29.188 para las mujeres. Alrededor del 2.50% de la población estaba bajo el umbral de pobreza nacional.